# 女かじき特急便
『女かじき特急便』（めかじきとっきゅうびん）は、日本テレビ系列で1982年4月28日から9月22日まで放送されたテレビドラマ。原作は小学館「ビッグコミックオリジナル」に連載されていた木村えいじの漫画『女かじきEXP』（タイトルロゴの「EXP」の部分の上に、あたかもルビのように「特急便」の文字が入る）。

漁港・焼津（静岡県）を舞台に、鮮魚運送のトラック運転手の女性と、彼女が引き取って育てている亡き兄の息子が繰り広げる人情ドラマ。
鮮魚運送のトラックには、放映当時60秒×6社で構成されていたスポンサーにいすゞ自動車が入っており、同社の中型トラック「フォワード」FXⅡにいすゞ自動車と同じくスポンサーの日本軽金属との合弁会社日本フルハーフ製のアルミバンが袈装されたものが劇用車として充てられていた。パトカーも登場するが、やはりスポンサーの関係上「ピアッツァ」が使われた。
ドラマの撮影において、スタジオ収録以外のロケーションは舞台となった静岡県焼津市（焼津港周辺）や隣接する静岡市周辺でそのほとんどが行われた。

## 主題歌
- 「君の国」（作詞：大津あきら・作曲：木森敏之・編曲：川村栄二・歌：中村雅俊）

## スタッフ
- 原作：木村えいじ
- 脚本：池田一朗、水島総
- 演出：波多腰晋二、佐光千尋
- プロデューサー：
- 音楽：木森敏之

## 出演
- オッコ    星野知子
- ショー坊    岩瀬威司
- クマさん    小宮健吾
- 八代誠一    神田正輝
- マサオ    佐藤浩市
- ダボハゼ    宍戸錠
- ヤッペ     木内みどり
- 和田社長    桑山正一
- 山勝    石濱朗
- 照子    近松麗江
- 悠助    下川辰平
- アンコウ    佐藤蛾次郎
- サンマ    森川正太
- ジョーズ    丹古母鬼馬二
- オコゼ     河原さぶ
- チビ哲    ラビット関根
- 大川巡査長    園田裕久
- トミ子    根岸季衣
- 北原佐和子
- 茅島成美(第2話)
- 佳那晃子(第4話)
- 和田の姪    蛯名由紀子(第5話)
- 石田純一(第7話)

## サブタイトル
| 話数 | 放送日         | サブタイトル           | 脚本     | 演出       |
| ---- | -------------- | ---------------------- | -------- | ---------- |
| 1    | 1982年 4月28日 | 恋の追っかけっ娘       | 池田一朗 | 波多腰晋二 |
| 2    | 5月5日         | 母恋し!子アジの反乱    | 水島総   | 波多腰晋二 |
| 3    | 6月2日         | 思わぬ人に思われて!?   | 池田一朗 | 佐光千尋   |
| 4    | 6月9日         | 男はぐっとがまんの子?  | 水島総   | 佐光千尋   |
| 5    | 6月30日        | 家出娘にふりまわされて | 池田一朗 | 波多腰晋二 |
| 6    | 7月14日        | 銀座だよ!オッコちゃん  | 池田一朗 | 波多腰晋二 |
| 7    | 7月28日        | 嫁に来ないか?          | 水島総   | 佐光千尋   |
| 8    | 8月4日         | 魚市場にて裸の決闘!    | 池田一朗 | 波多腰晋二 |
| 9    | 8月18日        | 恋する女は迷うもの     | 池田一朗 | 波多腰晋二 |
| 10   | 9月8日         | 生きていた!誠さん      | 池田一朗 | 佐光千尋   |
| 11   | 9月22日        | 父ちゃんが二人!?       | 池田一朗 | 波多腰晋二 |

本来9話であったと思われるサブタイトル「いい男には御用心」は、8月11日、8月25日、9月1日に、野球が中止になったときに放送する予定（雨傘番組）だったが、結局お蔵入りとなってしまった。